# Real Zaragoza 2000-2001
Questa voce raccoglie le informazioni riguardanti il Real Saragozza nelle competizioni ufficiali della stagione 2000-2001

## Rosa
| N. |                    | Ruolo | Calciatore           |
| -- | ------------------ | ----- | -------------------- |
| 1  | Spagna (bandiera)  | P     | Juan Miguel García   |
| 2  | Russia (bandiera)  | C     | Vladislav Radimov    |
| 3  | Brasile (bandiera) | A     | Jamelli              |
| 4  | Spagna (bandiera)  | D     | Luis Carlos Cuartero |
| 5  | Italia (bandiera)  | D     | Marco Lanna          |
| 6  | Spagna (bandiera)  | D     | Xavier Aguado        |
| 7  | Spagna (bandiera)  | A     | Juanele              |
| 8  | Spagna (bandiera)  | C     | Santiago Aragón      |
| 9  | Spagna (bandiera)  | A     | Yordi                |
| 10 | Spagna (bandiera)  | C     | Ander Garitano       |
| 11 | Spagna (bandiera)  | C     | Martín Vellisca      |
| 12 | Perù (bandiera)    | D     | César Rebosio        |
| 13 | Spagna (bandiera)  | P     | César Láinez         |

| N. |                        | Ruolo | Calciatore            |
| -- | ---------------------- | ----- | --------------------- |
| 14 | Spagna (bandiera)      | C     | José Ignacio Sáenz    |
| 15 | Argentina (bandiera)   | A     | Juan Eduardo Esnáider |
| 16 | Spagna (bandiera)      | D     | Pablo Díaz            |
| 17 | Spagna (bandiera)      | C     | Corona                |
| 18 | Spagna (bandiera)      | D     | Jordi Ferrón          |
| 19 | Argentina (bandiera)   | C     | Daniel Montenegro     |
| 20 | Argentina (bandiera)   | C     | Roberto Miguel Acuña  |
| 21 | Croazia (bandiera)     | A     | Alen Peternac         |
| 22 | Svezia (bandiera)      | D     | Gary Sundgren         |
| 23 | Spagna (bandiera)      | D     | Francisco Jémez       |
| 24 | Spagna (bandiera)      | C     | Marcos Vales          |
| 25 | Bielorussia (bandiera) | C     | Sergey Gurenko        |
| 27 | Spagna (bandiera)      | D     | César Jiménez Jiménez |